# Lucas de San José
José Tristany Pujol (Su, 14 de diciembre de 1872-Barcelona, 20 de julio de 1936), más conocido por su nombre religioso Lucas de San José, fue un sacerdote religioso carmelita descalzo español, martirizado en tiempos de la Guerra Civil de España del siglo XX. Fue beatificado por el papa Benedicto XVI en 2007.

## Biografía
José Tristany Pujol nació en la población de Su, provincia de Lérida-Cataluña (España), siendo el menor de seis hermanos. A la muerte de su padre, la familia tuvo que separarse para poder sobrevivir. José fue acogido por unos familiares de Tarragona. Allí decidió entrar en el Seminario Conciliar. Sin embargo, con el tiempo descubrió que su vocación era ser religioso, por lo que decidió cambiar de instituto e ingresó a la Orden de los Carmelitas Descalzos. José profesó sus votos en el Desierto de las Palmas, el 20 de agosto de 1891, cambiando su nombre por el de Lucas de San José. Realizó sus estudios de filosofía en Ávila y los de teología en Valencia y se ordenó sacerdote el 27 de mayo de 1899. Estuvo de conventual en las casas de Tarragona (España) y Mazatlán y Morelia (México).
Lucas de San José ocupó varios cargos de relevancia en su orden religiosa, fue vicario provincial de la provincia de Cataluña (1908-1913), superior del convento de Tucson (Arizona-Estados Unidos), provincial de Cataluña (1921-1925), definidor general en Roma (1925-1933) y superior del convento de Barcelona (1933-1936).
El 20 de julio de 1936 fue golpeado y abatido a tiros, por los milicianos, en frente del convento de los carmelitas descalzos de Barcelona.

## Culto
La causa de beatificación de Lucas de San José fue abierta entre 1952 y 1959, a la cabeza de un grupo de 13 carmelitas descalzos mártires de la Guerra Civil de España del siglo XX. También está a la cabeza de los 61 mártires de Barcelona. El 20 de marzo de 2004, se recibió la declaración del decreto del martirio. Los religiosos fueron beatificado por el papa Benedicto XVI el 28 de octubre de 2007, junto a 498 mártires del mismo periodo, en una masiva celebración en la Plaza de San Pedro en la Ciudad del Vaticano.
Su fiesta en la Iglesia católica se celebra en 6 de noviembre y en algunas regiones específicas y en la Orden Carmelita se celebra el 20 de julio, día del martirio.